# Élections générales panaméennes de 2014

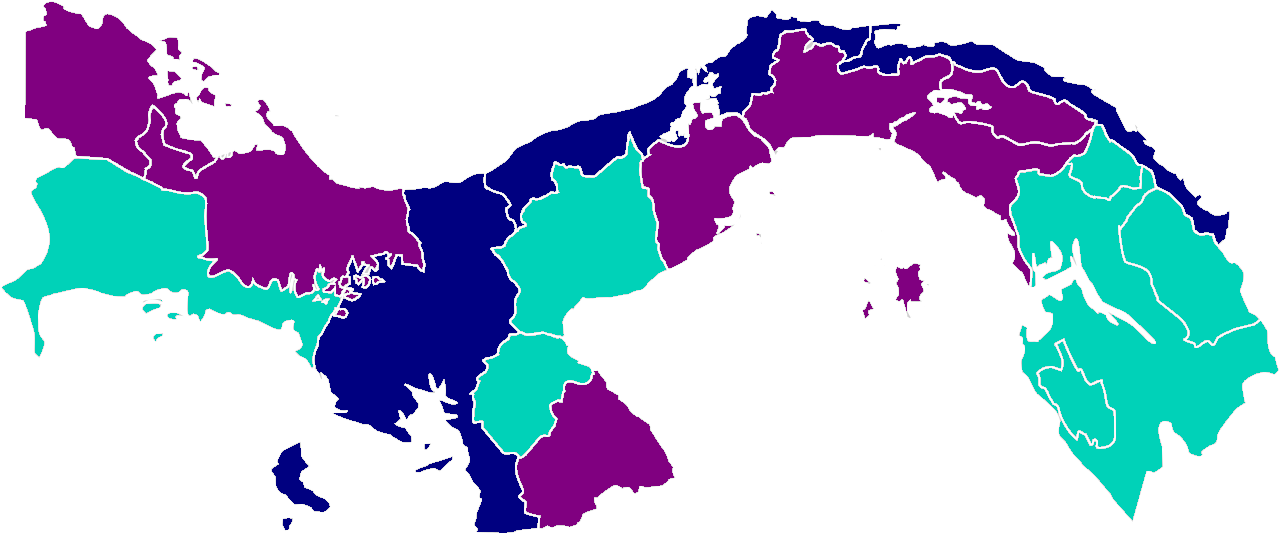
José Chuito, 2014, "Elecciones Panamá Resultados"

Les élections générales panaméennes de 2014 regroupent l'élection présidentielle, les élections législatives, les élections au parlement centraméricain et les élections municipales. 